# Tonio Schneider
Tonio Schneider (* 12. Mai 1991 in Freiburg im Breisgau) ist ein deutscher Schauspieler.

## Leben
Tonio Schneider trat bereits als Jugendlicher in Tanztheaterstücken sowie Musicals beim Jungen Theater Freiburg auf. Nach seinem Abitur studierte er von 2012 bis 2015 Schauspiel an der Zürcher Hochschule der Künste (ZHdK). Während seines Studiums war er Gast am Theater Neumarkt und am Theater Rigiblick engagiert. Daneben übernahm er mehrere Rollen in Kurzfilmen, wovon Zimmer ohne Aussicht (2014) mehrfach prämiert wurde. 2015 schloss Tonio Schneider sein Schauspielstudium mit dem Bachelor of Arts ab. 
Er bereiste Kolumbien und wurde in der Spielzeit 2016/17 festes Ensemblemitglied am Theater Freiburg. Dort widmete er sich erneut auch dem Tanztheater. Nach dem Ende der Intendanz ging Tonio Schneider als freier Schauspieler nach Köln, wo er unter anderem am Theater an der Rottstraße Bochum und für die Ruhrtriennale auf der Bühne stand. Die dortige Produktion Diamante (Mariano Pensotti) wurde zu den Wiener Festwochen eingeladen und 2019 am Haus der Berliner Festspiele wiederaufgenommen.
Während der Spielzeit 2018/19 war er Teil des Ensembles des TfN Hildesheim.
Seine erste Kinorolle übernahm Tonio Schneider 2019 in Julia von Heinz’ Und morgen die ganze Welt. Darin verkörpert er Lenor, einen Antifa-Aktivisten, welcher an der Seite seiner Freunde Alfa (Noah Saavedra) und Luisa (Mala Emde) für seine politische Überzeugung kämpft. Die Premiere war am 10. September 2020 im Rahmen der 77. Internationalen Filmfestspiele von Venedig, wo der Film für den Goldenen Löwen nominiert war. In Deutschland soll der Film am 20. Oktober 2020 die Internationalen Hofer Filmtage eröffnen.
Tonio Schneider lebt und arbeitet als freier Schauspieler in Berlin.

## Filmografie (Auswahl)
- 2014: Zimmer mit Aussicht (Kurzfilm)
- 2020: Und morgen die ganze Welt
- 2021: Eldorado KaDeWe – Jetzt ist unsere Zeit
- 2022: Tatort: Unten im Tal
- 2023: 15 Jahre
- 2025: SOKO Leipzig: Gut und Böse (Fernsehserie)